# Esther Bodin-Karpe
Esther Bodin-Karpe, född Ester Elisabet Bodin 26 september 1931 i Brunflo socken i Jämtland, är en svensk pianist och pedagog.
Bodin-Karpe har varit lektor vid Kungliga Musikhögskolan i Stockholm, är ledamot av Kungliga Musikaliska Akademien sedan 1984 och tilldelades professors namn 1988. Hon var gift från 1962 med violinisten Sven Karpe (1908–1999) och är mor till Stefan Karpe och Eva Karpe. 